# Водяное (Сартанская поселковая община)
Водяное (укр. Водяне) — село в Сартанской поселковой общине Мариупольского района Донецкой области Украины. До 11 декабря 2014 года входило в Новоазовский район, до 17 июля 2020 года — в Волновахский район.

## Население
- 1873 — 56 чел.
- 2001 — 19 чел. (перепись)

## История
В 2014 году село переподчинено Волновахскому району.